# Bomet (hạt)
Hạt Bomet là một hạt thuộc tỉnh Rift Valley ở Kenya. Theo điều tra dân số ngày 24 tháng 8 năm 1999, hạt này có dân số 382794 người. Hạt Bomet có diện tích 1882 km². Hạt lỵ đóng tại Bomet.